# Glenea miniacea
Glenea miniacea là một loài bọ cánh cứng trong họ Cerambycidae.